# Jelena Miholjević
Jelena Miholjević (Zagreb, 27. rujna 1969.), hrvatska je kazališna, televizijska i filmska glumica.

## Filmografija

### Televizijske uloge
- "U dobru i zlu" kao Sanja Šimat (2024. – danas)
- "Kumovi" kao Nives Štulhofer (2024.)
- "Blago nama" kao članica mjesnog odbora (2021.)
- "Prava žena" kao Dorica (2016.)
- "Crno-bijeli svijet" kao Ksenija Bertalan (2015. – 2021.)
- "Počivali u miru" kao Zora Agnezi (2013. – 2017.)
- "Brak je mrak" (2012.)
- "Luda kuća" kao Matilda Majer (2005. – 2010.)
- "Bibin svijet" kao modna agentica (2009.)
- "Zakon!" kao vidovnjakinja (2009.)
- "Mamutica" kao Ivona (2008.)
- "Zauvijek susjedi" kao Zorica (2008.)
- "Dobre namjere" kao državna odvjetnica (2007. – 2008.)
- "Obični ljudi" kao psihijatrica (2006. – 2007.)
- "Bitange i princeze" kao Elvira (2006.)
- "Žutokljunac" kao doktorica (2005.)
- "Zlatni vrč" kao Vesna Srnić (2004.)
- "Novakovi" (2000.)
- "Obiteljska stvar" kao Elvira Kovač (1998.)

### Filmske uloge
- "Pravo čudo" kao pacijentica (2007.)
- "Libertas" kao Vila #1 (2006.)
- "Što je muškarac bez brkova?" kao ministrica (2005.)
- "Pušća Bistra" kao Kuna (2005.)
- "Radio i ja" (2004.)
- "Ne dao Bog većeg zla" kao Hedviga (2002.)
- "Polagana predaja" (2001.)
- "Sami" (2001.)
- "Territorio Comanche" kao frustrirana žena (1997.)
- "Pont Neuf" kao susjeda (1997.)
- "Rusko meso" kao Valerija (1997.)
- "Puška za uspavljivanje" kao Julija (1997.)
- "Između Zaglula i Zaharijusa" (1994.)
- "Dok nitko ne gleda" (1993.)
- "Zona sudbine" (1992.)
- "Parizi - Istra" (1991.)
- "U sredini mojih dana" kao Maja (1988.)

### Sinkronizacija
- "Obitelj Mitchell protiv strojeva" kao Pal (2021.)
- "Princeza Ema" kao pripovjedačica (2019.)
- "Mumini na Azurnoj obali" kao Muminova mama (2016.)
- "Medo sa sjevera" kao Vera (2016.)
- "Izvrnuto obrnuto" kao Rajkina mama (2015.)
- "Tarzan" (2013.)
- "Khumba" kao Mama V (2013.)
- "Čudovišta sa sveučilišta" kao Profesorica Grobljić (2013.)
- "Priča o igračkama 1, 2, 3" kao Endijeva mama (2010.)
- "Velika avantura malog dinosaura" kao Pepi (2009.)
- "Oblačno s ćuftama" kao Marinova majka (2009.)
- "Pinokio" kao Plava Vila (2009.)
- "Zvončica" (franšiza) kao Vilinska kraljica (2008. – 2015.)
- "Knjiga o džungli 2" kao Messua (2008.)
- "Juhu-hu" (2007.)
- "Obitelj Robinson" kao Gospođa Harington i Ujna Billi (2007.)
- "Charlotteina mreža" (2007.)
- "Aladin i kralj lopova" kao Proročica (2004.)
- "Leif Ericson: Dječak koji je otkrio Ameriku" kao Thjodhild i Gunrid (2004.)

## Nagrade
- Godišnja Nagrada Vladimir Nazor
- Večernjakova ruža 2020., u kategoriji Glumačko ostvarenje godine – za ulogu Ksenije u televizijskoj seriji "Crno-bijeli svijet."[1]

## Vanjske poveznice
- Jelena Miholjević u internetskoj bazi filmova IMDb-u (engl.)
- Stranica na Gavella.hr